# Gex (település)
Gex település Franciaországban, Ain megyében. Lakosainak száma 13 455 fő (2022. január 1.). Gex Cessy, Échenevex, Grilly, Mijoux és Vesancy községekkel határos.
A városban talált menedéket a vesztes murteni csatából menekülő Károly burgundi herceg 1476-ban.

## Népesség
A település népessége az elmúlt években az alábbi módon változott:
| Lakosok száma | 3137 | 4868 | 6615 | 9323 | 10 893 | 11 687 | 13 118 | 13 121 | 13 177 | 13 455 |
|               | 1968 | 1982 | 1990 | 2006 | 2013   | 2015   | 2017   | 2019   | 2020   | 2022   |